# Anton Fier
Anton John Fier III (né le 20 juin 1956 à Cleveland dans l'Ohio et mort le 14 septembre 2022,) est un batteur et compositeur américain.

## Biographie
Anton Fier est l'un des premiers membres de The Lounge Lizards et The Feelies. Il joue dans The Lodge (avec John Greaves), dans Pere Ubu, fait un bref passage dans The Voidoids, et monte The Golden Palominos. L'EP de Pere Ubu Datapanik in the Year Zero sorti en 1978 lui est dédié. Il fut membre des Feelies.
Fier a beaucoup collaboré avec Bill Laswell et également tourné et enregistré avec Bob Mould, guitariste et chanteur d'Hüsker Dü. Il joue également avec le bassiste Jack Bruce et le guitariste Japonais Kenji Suzuki, notamment sur l'album Inazuma Super Session - "Absolue Live!! sorti en 1987.
Fier joue sur l'album Locus Solus de John Zorn en 1983. Ils enregistrent un album live pour célébrer les 50 ans de Zorn : 50th Birthday Celebration Volume 3 sorti sur le label Tzadik Records. Fier a également été membre du groupe Swans, apparaissant sur leur album de 1991 White Light from the Mouth of Infinity (en).
En 2010, Anton Fier produit aussi l'album du guitariste virtuose Jim Campilongo, intitulé Orange.
Fier meurt le 14 septembre 2022, comme le montre un avis de crémation d'une maison funéraire de Bâle en Suisse. Le 1er octobre 2022, Nicky Skopelitis (en), guitariste de Palominos et exécuteur testamentaire de la succession de M. Fier a reçu l'avis de crémation, daté du 14 septembre, ainsi que la dépouille de M. Fier.

## Discographie partielle
- Dreamspeed (Avant, 1993)
- Every Silver Lining Has a Cloud (Island, 1995)
- Dreamspeed/Blindlight 1992–1994  (Tzadik 2003)